# A Guerra da Água
A Guerra da Água és un documental de Moçambic de 1995 dirigit per Licínio Azevedo.

## Argument
És el creuament de quatre històries en un llogaret a la zona de Chicorno, a Moçambic. Històries sobre la importància d'una llauna amb aigua d'un pou que s'espatlla, d'un caçador solitari, un ocell en una gàbia que es converteix en un telèfon mòbil ... A través de totes aquestes històries, la dignitat a les mirades persones.
Hi ha tres personatges d'aquest documental: el pou, les dones i el baobab, que retrata el problema d'escassetat d'aigua al país.

## Fitxa tècnica
- Realitzador: Licínio Azevedo
- Producció: Ebano Multimedia
- Director de fotografia: Rui Assubuji
- Montatge: Orlando Mesquita
- So: Karen Boswell
- Música: Zefanias Mauganhane, Armando Fainda, Alfredo Mbanze

## Festivals
- Festival du Réel, França
- Festival dei Popoli, Itàlia

## Premis
- Certificar de Mèrit, 3r International Environmental Film Festival, Sud-àfrica (1997)
- Premi Millor Produção do Southern Africa Communications for Development, Sud-àfrica (1996)
- Menció Especial del Jurat de l'International Enviromental Film Festival, Alemanya (1996)
- Menció Especial del Jurat da XXIII Jornada International de Cinema e Vídeo da Bahia, Brasil (1996)